# イットリウム系超伝導体

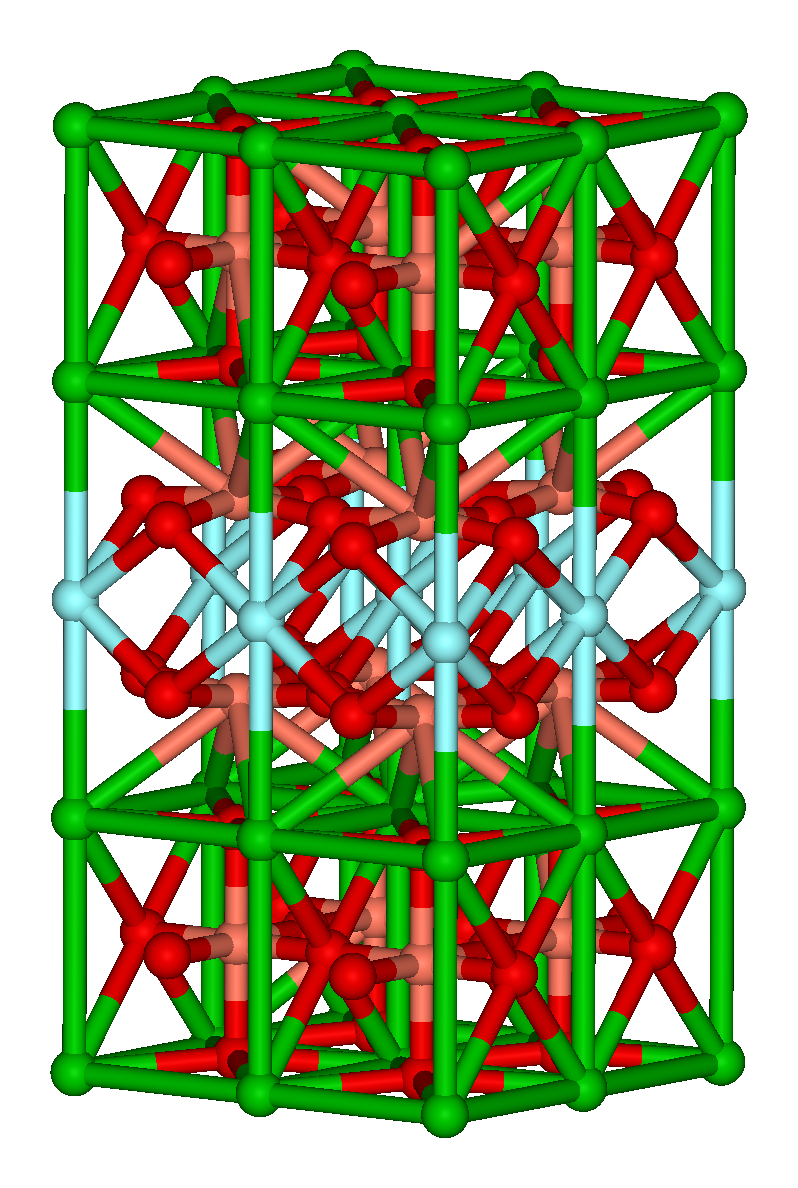
イットリウム系超伝導体の構造

イットリウム系超伝導体（イットリウムけいちょうでんどうたい）とは、イットリウム(Y)を含む、90ケルビン(K)以上で超伝導転移を起こす化合物のことである。高温超伝導の中で銅酸化物高温超伝導に分類され、Y系高温超伝導体、Y系銅酸化物高温超伝導体とも書かれる。化学式はYBa2Cu3O7である。構成する元素の頭文字をとってYBCO（ワイビーシーオー）または、構成元素の物質量比（モル比）からY123（イットリウムいちにさん）とも呼ばれる。初めて発見された液体窒素の沸点(77 K)を超える転移温度をもつ超伝導体であり、この発見以後、超伝導の研究が盛んに行われるようになった。

## 概要
1987年2月にヒューストン大学のチューらによってY-Ba-Cu-O系超伝導体が90 K以上の転移温度を示すことが報告された。液体窒素の沸点（77 K）を超える転移温度をもつ超伝導体としては初めての発見であった。それまでにみつかっていた超伝導体はLa-Ba-Cu-Oで30 Kであったが、一気に90 K前後まで転移温度が上がったため、高温超伝導と呼ばれることとなった。ここでいう高温とは従来の超伝導体の転移温度のような極低温と比べて高温という意味である。
結晶構造はペロブスカイト構造を基礎とした層状の構造である。酸素欠損を有するため、YBa2Cu3O7-δあるいはYBa2Cu3O6.9等と書かれることもある。
希土類 - アルカリ土類 - 銅 - 酸素から構成されている。
Yを他の希土類元素（La、Nd、Sm、Eu、Gd、Dy、Ho、Er、Tm、Yb、Lu）に置換しても同一の結晶構造をとり、90 K級の転移温度を示す。Ce、Tbでは結晶構造を作らず、超伝導体にならない。Prでは結晶構造は作るが超伝導にはならない。焼結温度は、イオン半径が大きくなるにしたがって高くなる。焼結温度が一番高いのはGdの950℃である。イオン半径の短い（Er、Ho、Y、Dy）は、90 K以上の以上の試料を作るには920℃から980℃の焼結温度が必要である。希土類系の焼結時間を平均すると、Erは12時間、Hoは13時間、Dyは16時間、Gdは21時間、Ndは24時間である。イオン半径が短いグループの平均の焼結時間は12～16時間である。イオン半径の長いグループは20時間以上必要となる。

## 作成方法
以下の化合物から、焼結法によりバルク体を得ることができる。
- Y2O3（酸化イットリウム）
- BaCO3（炭酸バリウム）
- CuO（酸化銅）

上記の粉末原料をY:Ba:Cuがモル比で1：2：3の割合になるよう秤量する。それらを乳鉢で均一になるまで十分に混ぜ合わせる。順番は黒い酸化銅と白いイットリウムかバリウムのどちらかを混ぜて灰色になってから、余った白いどちらかを混ぜると均一になりやすい。空気中で900℃位の電気炉に9時間ほど仮焼を行う。焼きあがったものを粉砕、再度混合し、2mmほどの厚さにプレスする。930℃位の電気炉に20時間ほど入れて本焼を行い、12時間ほどかけて常温にする。また、本焼後に酸素アニール処理を施すことによって、結晶中の酸素量を最適化させる作業を行えば、より理想的な転移温度を示す。具体的には、空気雰囲気下にて数時間以上430℃に保持したのちに急冷を行えば、最適な酸素量となる。
四端子法で電気抵抗を測定して90 Kほどで転移し、電気抵抗がゼロになれば作成は成功である。

## 用途
これまでは線材化が困難だったため、バルクや薄膜での用途が主だったが、REBCOで線材化が可能になり、近年では核磁気共鳴分光計(NMR)や核磁気共鳴画像法(MRI)への適用が期待される。